# Герен, Лина
Лина Герен (фр. Lina Guérin, родилась 16 апреля 1991 года в Париже) — французская регбистка, выступающая на позиции винга; игрок женских сборных Франции по регби-15 и по регби-7. Выступает за клуб «Шийи-Мазарен».

## Биография
Мать — уроженка Туниса. В молодости Лина занималась теннисом, гандболом, верховой ездой и лёгкой атлетикой, прежде чем переключиться на регби, которым она занялась в Лицее Эссурьё (фр. Lycée de l’Essouriau) под руководством Алена Фиора и Кристофа Делаайе. Училась в университете Париж-Юг, где изучала право и историю искусств; окончила Тулузскую бизнес-школу со степенью магистра в области менеджмента. Дебютировала в 2018 году за клуб «Шийи-Мазарен».
В 2015 году выступала за женскую сборную Франции на Кубке шести наций. Через год выступила на Олимпиаде в Рио, сыграв 5 матчей и набрав 5 очков (одна попытка). В 2018 году стала серебряным призёром чемпионата мира по регби-7. Возвращение Лины в сборную после перерыва, связанного с пандемией COVID-19, состоялось в феврале 2021 года на международном турнире по регби-7 в Мадриде.
В 2021 году Давид Курте включил Лину в заявку сборной Франции на Олимпиаду в Токио. На играх Лина завоевала серебряную медаль.

## Государственные награды
- Кавалер ордена «За заслуги» (8 сентября 2021 года)[6]